# Мошиці
Мошиці (пол. Moszyce) — село в Польщі, у гміні Твардоґура Олесницького повіту Нижньосілезького воєводства.
Населення — 523 особи (2011).
У 1975-1998 роках село належало до Вроцлавського воєводства.

## Демографія
Демографічна структура станом на 31 березня 2011 року:
|          | Загалом | Допрацездатний вік | Працездатний вік | Постпрацездатний вік |
| -------- | ------- | ------------------ | ---------------- | -------------------- |
| Чоловіки | 265     | 58                 | 191              | 16                   |
| Жінки    | 258     | 55                 | 157              | 46                   |
| Разом    | 523     | 113                | 348              | 62                   |